# The Briscoe Brothers
The Briscoe Brothers foram uma tag team  de wrestling profissional formada por Jay Briscoe (Jamin "Jay" Pugh, 1984–2023) e Mark Briscoe (Mark Pugh, nascido em 1985). Eles eram conhecidos por sua permanência de 20 anos na promoção americana de luta livre Ring of Honor (ROH), onde foram campeões recordistas do Campeonato Mundial de Duplas da ROH, com 13 títulos.
A dupla foi destaque no primeiro evento da Ring of Honor em 23 de fevereiro de 2002 e, exceto por uma pausa de 18 meses entre agosto de 2004 e fevereiro de 2006, os irmãos foram pontos focais da empresa ao longo de sua história, envolvendo-se em rivalidades com algumas de suas maiores estrelas. Os Briscoes foram campeões mundiais de duplas 15 vezes no total, com um recorde de 13 reinados com o Campeonato Mundial de Duplas da ROH, um reinado com o IWGP Tag Team Championship na New Japan Pro-Wrestling (NJPW) e um reinado com o Campeonato Mundial de Duplas do Impact. Eles também conquistaram uma vez o GHC Junior Heavyweight Tag Team Championship da Pro Wrestling Noah, foram vencedores da Crockett Cup de 2022 na National Wrestling Alliance (NWA) e detiveram vários títulos no circuito independente.
Os Briscoe Brothers também fizeram parte de três times campeões do ROH Six-Man Tag Team Championship: ganharam o ROH World Six-Man Tag Team Championship uma vez com Bully Ray e o NJPW NEVER Openweight 6-Man Tag Team Championship duas vezes (com Toru Yano). Em 31 de janeiro de 2022, foram os primeiros a serem incluídos no Hall da Fama da ROH. Como competidores individuais, Jay Briscoe foi campeão mundial da ROH duas vezes, enquanto Mark Briscoe venceu o Honor Rumble de 2013.
Os irmãos formaram a equipe de 2000 até a morte repentina de Jay Briscoe em um acidente de carro em 17 de janeiro de 2023.

## Carreira
- Combat Zone Wrestling
- Jersey All-Pro Wrestling
- Ring of Honor
- Pro Wrestling Guerrilla
- Sabbatical from wrestling
- Pro Wrestling Unplugged
- Retorno para a ROH
- Full Impact Pro
- Pro Wrestling NOAH
- WWE

Em 24 de novembro 2009 participaram de uma dark match antes das gravações da SmackDown e ECW.

## No wrestling
- Double-team finishing moves[4]
  - Briscoe Bomb (Cut-Throat Driver (Mark) / Diving leg drop (Jay) combination)
  - Shooting star press (Mark) / Diving leg drop (Jay) combination
  - Spike Jay-Driller (Springboard spike double underhook piledriver)
  - Springboard doomsday device, sometimes with Mark doing a 180° turn in mid-air
  - Briscoe Bottom (Double sitout side slam) - early 2000s
- Double-team signature moves
  - Double forehand chops using both hands to an opponent in the corner
  - High elevation double hip toss
  - High elevation double military press drop
  - Pendulum backbreaker (Jay) / Diving knee drop (Mark) combination
  - Redneck Boogie (Crucifix powerbomb (Mark) / Neckbreaker (Jay) combination) [5]
  - Sidewalk slam (Mark) / Diving leg drop (Jay) combination
  - Simultaneous running low-angle big boot / running low-angle dropkick combination to the head of an opponent seated in the corner
  - Spinebuster (Jay) / Springboard spinning wheel kick (Mark) combination
  - Three-point stance followed into a double shoulder block
  - Uppercut (Mark) followed by a leg lariat (Jay) followed by a jawbreaker (Mark) followed by a jumping big boot (Mark) and finished with a reverse STO (Jay)

- Jay's finishing moves
  - Crucible (Sitout suplex slam)
  - Jay-Driller (Double underhook piledriver)
  - Military press dropped into a Death Valley driver
  - Diving senton - early 2000s
- Jay's signature moves
  - Arched big boot
  - Cannonball senton
  - Diving leg drop
  - Elevated cutter
  - Frog splash
  - Hurricanrana
  - Muscle buster
  - Reverse STO, sometimes into the turnbuckle
  - Three-quarter nelson suplex

- Mark's finishing moves
  - Cut-Throat Driver / Mark-Out (Cut-throat inverted Death Valley driver)
  - Shooting star press
- Mark's signature moves
  - Fisherman buster
  - Moonsault
  - Multiple throat thrusts followed by a leg lariat to the back of the opponent's head
  - Saito suplex
  - Shooting star plancha
  - Slingshot double foot stomp
  - Springboard cutter
  - Superkick
  - Ura-nage

- Manager
  - Jim Cornette[6]

- Temas de entrada
  - "Gimme Back My Bullets" por Lynyrd Skynyrd
  - "The Cross" por Nas

## Campeonatos e prêmios
- Combat Zone Wrestling
  - CZW World Tag Team Championship (1 vez)

- Full Impact Pro
  - FIP Tag Team Championship (1 vez)

- Jersey All Pro Wrestling
  - JAPW Tag Team Championship (1 vez)

- NWA Wildside
  - NWA Wildside Tag Team Championship (1 vez)[7]

- Pro Wrestling Noah
  - GHC Junior Heavyweight Tag Team Championship (1 vez)

- Pro Wrestling Unplugged
  - PWU Tag Team Championship (1 vez)

- Real Championship Wrestling
  - RCW Tag Team Championship (1 vez)[8][9]

- Ring of Honor
  - ROH World Tag Team Championship (13 vezes)[3][10]

- USA Pro Wrestling / USA Xtreme Wrestling
  - USA Pro/UXW Tag Team Championship (2 vezes)[11][12]

- Wrestling Observer Newsletter awards
  - Tag Team of the Year (2007)